# 柳倩
柳倩（1911年—2004年5月20日），原名刘智明，曾用名刘天隽、刘延祖、一沫等，男，四川荣县人，中国戏曲研究家、诗人、书法家，中国书法家协会原常务理事。

## 生平

### 早期活动
1928年就读四川国立大学中文系。1932年“1.28”事变后，在上海发表长诗《震撼大地的一月间》，并与穆木天、浦风组建中国诗歌会，创办《新诗歌》杂志。1933年参加左联。1938年支持宗弟刘若平创办西南抗战文艺杂志《流火》，并兼任其中编辑。